# Титан-23G
«Титан-23G» (Титан II(23)G, Титан 2(23)G или Титан II SLV) — американская ракета-носитель среднего класса, семейства Титан.